# Blue Moves
Blue Moves er det ellevte studiealbum af den britiske sanger Elton John. Albummet blev udgivet i 1976 og produceret af Gus Dudgeon. Albummet er det første som blev udgivet på Elton Johns eget pladeselskab Rocket Records.
Albummet nåede nummer tre på Billboard 200 og UK Singles Chart, og indeholder singlen "Sorry Seems to Be the Hardest Word" som var det største hit. Albummet blev certificeret platin af Recording Industry Association of America.

## Sporliste
Alle sange er skrevet af Elton John og Bernie Taupin medmindre andet er angivet.
| 1. | "Your Starter for..." | Caleb Quaye                                    | 1:23 |
| 2. | "Tonight"             |                                                | 7:52 |
| 3. | "One Horse Town"      | Elton John, James Newton Howard, Bernie Taupin | 5:56 |
| 4. | "Chameleon"           |                                                | 5:27 |
| 5. | "Boogie Pilgrim"      | John, Davey Johnstone, Quaye, Taupin           | 6:05 |
| 6. | "Cage the Songbird"   | John, Johnstone, Taupin                        | 3:25 |
| 7. | "Crazy Water"         |                                                | 5:42 |
| 8. | "Shoulder Holster"    |                                                | 5:10 |

| 1.  | "Sorry Seems to Be the Hardest Word"                  |                                               | 3:48 |
| 2.  | "Out of the Blue"                                     |                                               | 6:14 |
| 3.  | "Between Seventeen and Twenty"                        | John, Johnstone, Quaye, Taupin                | 5:17 |
| 4.  | "The Wide-Eyed and Laughing"                          | John, Johnstone, Newton Howard, Quaye, Taupin | 3:27 |
| 5.  | "Someone's Final Song"                                |                                               | 4:10 |
| 6.  | "Where's the Shoorah?"                                |                                               | 4:09 |
| 7.  | "If There's a God in Heaven (What's He Waiting For?)" | John, Johnstone, Taupin                       | 4:25 |
| 8.  | "Idol"                                                |                                               | 4:08 |
| 9.  | "Theme from a Non-Existent TV Series"                 |                                               | 1:19 |
| 10. | "Bite Your Lip (Get Up and Dance!)"                   |                                               | 6:42 |

## Medvirkende musikere
| - Elton John – piano, harmonium, elektrisk cembalo, vokal - Curt Becher – baggrundsvokal - Michael Brecker – horn - Randy Brecker – horn - Paul Buckmaster – dirigent - Cindy Bullens – vokal, baggrundsvokal - Clark Burroughs – vokal, baggrundsvokal - Joe Chemay – vokal, baggrundsvokal - Ray Cooper – percussion - David Crosby – vokal, baggrundsvokal - Martyn Ford – strengeinstrumenter, orkester - Carl Fortina – akkordeon - Ron Hicklin – vokal, baggrundsvokal - Michael Hurwitz – cello - Bruce Johnston – baggrundsvokal | - Davey Johnstone – akustisk guitar, mandolin, elektrisk guitar, sitar - Jan Joyce – vokal - Jon Joyce – baggrundsvokal - London Symphony Orchestra - Gene Morford – vokal, baggrundsvokal - Graham Nash – vokal, baggrundsvokal - James Newton Howard – organ, synthesizer, clavinet, dirigent, el-piano, mellotron - Gene Page - strings - Kenny Passarelli – bassguitar - Roger Pope – trommer - Caleb Quaye – akustisk guitar, elektrisk guitar - Barry Rogers – horn - David Sanborn – saxofon - Toni Tennille – vokal, baggrundsvokal |

## Hitlisteplaceringer
| Hitliste (1976–77)                | Placering |
| --------------------------------- | --------- |
| Australien (Kent Music Report)    | 8         |
| Canada (RPM Albums Chart)         | 4         |
| Danmark (Tracklisten)             | 4         |
| Finland (Suomen virallinen lista) | 22        |
| Frankrig (SNEP)                   | 6         |
| Tyskland (Media Control Charts)   | 41        |
| Italien (Hit Parade Italia)       | 9         |
| Japan (Oricon)                    | 53        |
| Nederlandene (MegaCharts)         | 7         |
| New Zealand (RIANZ)               | 7         |
| Norge (VG-lista)                  | 5         |
| Spanien (PROMUSICAE)              | 10        |
| Sverige (Sverigetopplistan)       | 12        |
| Storbritannien (UK Albums Chart)  | 3         |
| USA (Billboard 200)               | 3         |

## Certificeringer og salg
| Land                  | Certificering | Salg      |
| --------------------- | ------------- | --------- |
| Canada (Music Canada) | Guld          | 50.000    |
| Frankrig (SNEP)       | Guld          | 157.000   |
| Storbritannien (BPI)  | Guld          | 100.000   |
| USA (RIAA)            | Platin        | 1.000.000 |